# Општина Невесиње
Општина Невесиње је општина у Источној Херцеговини, у Републици Српској, БиХ. Сједиште општине се налази у насељеном мјесту Невесињу. Према подацима Агенције за статистику Босне и Херцеговине на попису становништва 2013. године, у општини је пописано 12.961 лице.

## Географија
Простире се на површини од 923,4 km² и једна је од највећих општина по површини у Републици Српској.

## Насељена мјеста
Подручје општине Невесиње чине насељена мјеста:
Батковићи, Бежђеђе, Биоград, Бојишта, Боровчићи, Братач, Будисавље, Гај, Горња Бијења, Горњи Дрежањ, Горњи Лукавац, Грабовица, Доња Бијења, Доњи Дрежањ, Доњи Лукавац, Драмишево, Жиљево, Жуберин, Заборани, Залом, Залужје, Зови До, Јасена, Југовићи, Кифино Село, Кљен, Кљуна, Ковачићи, Крекови, Крушевљани, Лакат, Лука, Миљевац, Невесиње, Оџак, Плужине, Подграђе, Постољани, Пресјека, Придворци, Прковићи, Рабина*, Раст, Риља, Рогаче, Сељани*, Слато, Сопиља, Студенци, Трусина, Ћесим (Чесим)*, Удрежње, Хрушта, Хумчани, Шеховина, Шипачно.
Дијелови насељених мјеста Рабина, Сељани и Ћесим (Чесим).
Највећи дио пријератне општине Невесиње остао је у саставу Републике Српске. У састав Федерације БиХ ушли су насељено мјесто Жуља и дијелови насељених мјеста Рабина и Сељани. У састав Републике Српске ушао је дио насељеног мјеста Ћесим (Чесим).
По последњем службеном попису становништва из 1991. године, општина Невесиње је имала 14.448 становника, распоређених у 56 насељених места. На подручју општине Невесиње данас живи 18.210 становника од чега су 9.937 староседеоци, а избјеглих и расељених лица има 8.273. Такође су присутне високе дневне и мјесечне миграције. Пензионера је 2.415, старих лица без породичног старања 555, старих особа преко 60 година 4.500, а корисника туђе његе 131. Податке о броју становника треба узети оквирно јер постоје јаке економске миграције.

## Политичко уређење

### Општинска администрација
Начелник општине представља и заступа општину и врши извршну функцију у Невесињу. Избор начелника се врши у складу са изборним Законом Републике Српске и изборним Законом БиХ. Општинску администрацију, поред начелника, чини и скупштина општине. Институционални центар општине Невесиње је насеље Невесиње, гдје су смјештени сви општински органи.
Начелник општине Невесиње је Миленко Авдаловић испред Савеза независних социјалдемократа, који је на ту функцију ступио након локалних избора у Босни и Херцеговини 2016. године. Састав скупштине Општине Невесиње је приказан у табели.

## Становништво

### Национални састав
|             | 2013.           | 1991.           | 1981.           | 1971.           | 1961.           |
| Укупно      | 12 961 (100,0%) | 14 448 (100,0%) | 16 326 (100,0%) | 19 333 (100,0%) | 20 287 (100,0%) |
| Срби        | 12 353 (95,31%) | 10 711 (74,13%) | 11 587 (70,97%) | 14 479 (74,89%) | 15 657 (77,18%) |
| Бошњаци     | 533 (4,112%)    | 3 313 (22,93%)1 | 3 853 (23,60%)1 | 4 370 (22,60%)1 | 3 440 (16,96%)1 |
| Хрвати      | 28 (0,216%)     | 210 (1,453%)    | 276 (1,691%)    | 384 (1,986%)    | 553 (2,726%)    |
| Неизјашњени | 19 (0,147%)     | –               | –               | –               | –               |
| Остали      | 10 (0,077%)     | 91 (0,630%)     | 26 (0,159%)     | 37 (0,191%)     | 19 (0,094%)     |
| Непознато   | 7 (0,054%)      | –               | –               | –               | –               |
| Муслимани   | 5 (0,039%)      | –               | –               | –               | –               |
| Црногорци   | 3 (0,023%)      | –               | 34 (0,208%)     | 28 (0,145%)     | 9 (0,044%)      |
| Југословени | 2 (0,015%)      | 123 (0,851%)    | 539 (3,301%)    | 28 (0,145%)     | 594 (2,928%)    |
| Словенци    | 1 (0,008%)      | –               | 4 (0,025%)      | 3 (0,016%)      | 3 (0,015%)      |
| Албанци     | –               | –               | 6 (0,037%)      | 4 (0,021%)      | 5 (0,025%)      |
| Македонци   | –               | –               | 1 (0,006%)      | –               | 7 (0,035%)      |

1. 1 На пописима од 1971. до 1991. Бошњаци су пописивани углавном као Муслимани.

## Грб општине
Грб општине Невесиње је био представљен у виду двије укрштене пушке изнад планинских врхова, а испод се налазио штит са четири оцила окружен гранама винове лозе. Овај грб је Уставни суд БиХ прогласио неуставним на сједници 20. фебруара 2013. јер је пресуђено да представља само српски народ. Нови грб општина је усвојила 28. децембра 2017.

## Познате личности
- Радивоје Братић, српски политичар и министар пољопривреде, шумарства и водопривреде Републике Српске.
- Богдан Жерајић, припадник Младе Босне.
- Милан Жерајић, српски лекар и санитетски бригадни генерал.
- Ристо Жерајић, српски лекар, санитетски мајор, шеф Хируршког одељења Војне болнице у Нишу.
- Перо Зубац, српски књижевник, пјесник, сценариста и новинар.
- Благоје Паровић, револуционар, члан Политбироа ЦК КПЈ и учесник Шпанског грађанског рата.
- Ратко Радовановић, српски и југословенски кошаркаш.
- Остоја Рајаковић, српски властелин.
- Продан Рупар, један од вођа Херцеговачког устанка 1875.
- Саво Чоловић, учесник Народноослободилачке борбе и народни херој Југославије.
- др Шпиро Солдо

## Градови побратими
Никшић, Црна Гора